# Championnat de France de baseball Nationale 1
Le Championnat de France de baseball Nationale 1 est la troisième division du baseball en France. Disputée par 20 équipes réparties en 4 poules géographiques, c'est la compétition qui permet d'accéder à la Division 2.

## Histoire
Créé en 1975, le championnat a évolué plusieurs fois avant d'atteindre son schéma actuel. 
En 2013 une Division 2 est créée rassemblant 6 équipes, les meilleures de la N1 2012 et le relégué de la Division 1. La Nationale 1 devient la 3e division française.
En 2019 la Nationale 1 est fusionnée avec le Championnat de France de baseball Division 2.

## Déroulement
Les équipes sont réparties en 4 poules géographiques de 5 équipes (A, B, C et D). Chaque équipe affronte les autres de sa poule en matchs aller-retour (programme double, c'est-à-dire 2 confrontations par journée). 

## Palmarès
La liste est incomplète:
| Année        |                                                                  | Champion                                                                | Vice-champion |
| ------------ | ---------------------------------------------------------------- | ----------------------------------------------------------------------- | ------------- |
| 1975         | Réserve du Paris UC Paris                                        | Saints de Saint-Germain-en-Laye Saint-Germain-en-Laye, Yvelines         |               |
| 1976         | AAS Sarcelles Sarcelles, Val-d'Oise                              | Stains , Seine-Saint-Denis                                              |               |
| 1977         | Caribous de Brévannes Limeil-Brévannes, Val-de-Marne             | Réserve du Paris UC Paris                                               |               |
| 1978         | Strasbourg UC Strasbourg                                         | Caribous de Brévannes Limeil-Brévannes, Val-de-Marne                    |               |
| 1979         | AAS Sarcelles Sarcelles, Val-d'Oise                              | Réserve du Paris UC Paris                                               |               |
| 1980         | FEJP Meyzieu Meyzieu, Rhône                                      | AAS Sarcelles Sarcelles, Val-d'Oise                                     |               |
| 1981         | AAS Sarcelles Sarcelles, Val-d'Oise                              |                                                                         |               |
| 1982         | pas de D2                                                        |                                                                         |               |
| 1983         | pas de D2                                                        |                                                                         |               |
| 1984         | pas de D2                                                        |                                                                         |               |
| 1985         | Réserve des Caribous de Brévannes Limeil-Brévannes, Val-de-Marne | Réserve du Paris UC Paris                                               |               |
| 1986         | Nice Dynamic Nice, Alpes-Maritimes                               | AAS Sarcelles Sarcelles, Val-d'Oise                                     |               |
| 1987 Détails |                                                                  |                                                                         |               |
| 1988 Détails | Pitcher's de Pineuilh Pineuilh, Gironde                          |                                                                         |               |
| 1989 Détails |                                                                  |                                                                         |               |
| 1990 Détails | Caribous de Brévannes Limeil-Brévannes, Val-de-Marne             | Huskies de Rouen Rouen, Seine-Maritime                                  |               |
| 1991 Détails | Barracudas de Montpellier Montpellier, Hérault                   |                                                                         |               |
| 1992 Détails | NUC Nice, Alpes-Maritimes                                        |                                                                         |               |
| 1993 Détails | Tigers de Toulouse Toulouse, Haute-Garonne                       | Panthères de Pessac Pessac, Gironde                                     |               |
| 1994 Détails | Cavigal de Nice Nice, Alpes-Maritimes                            |                                                                         |               |
| 1995 Détails |                                                                  |                                                                         |               |
| 1996 Détails |                                                                  |                                                                         |               |
| 1997 Détails | Templiers de Sénart Sénart, Seine-et-Marne                       | Seagulls de Cherbourg Cherbourg, Manche                                 |               |
| 1998 Détails | Cougars de Montigny Montigny-le-Bretonneux, Yvelines             |                                                                         |               |
| 1999 Détails | Teddy Bears de Cergy-Pontoise Cergy-Pontoise, Val-d'Oise         | Red Castors d'Olivet Olivet, Loiret                                     |               |
| 2000 Détails | Cavigal de Nice Nice, Alpes-Maritimes                            | Panthères de Pessac Pessac, Gironde                                     |               |
| 2001 Détails | Huskies de Rouen Rouen, Seine-Maritime                           | Seagulls de Cherbourg Cherbourg, Manche                                 |               |
| 2002 Détails | Panthères de Pessac Pessac, Gironde                              | Devils de Bron Saint-Priest Saint-Priest, Rhône                         |               |
| 2003 Détails | Templiers de Sénart Sénart, Seine-et-Marne                       | Hawks de La Guerche de Bretagne La Guerche de Bretagne, Ille-et-Vilaine |               |
| 2004 Détails | Woodchucks de Bois-Guillaume Bois-Guillaume, Seine-Maritime      | Jimmer's de Saint-Lô Saint-Lô, Manche                                   |               |
| 2005 Détails | Jimmer's de Saint-Lô Saint-Lô, Manche                            | PUC Paris                                                               |               |
| 2006 Détails | Seagulls de Cherbourg Cherbourg, Manche                          | Panthères de Pessac Pessac, Gironde                                     |               |
| 2007 Détails | Arvernes de Clermont Ferrand Clermont-Ferrand, Puy-de-Dôme       | Marlins de Compiègne Compiègne, Oise                                    |               |
| 2008 Détails | Cougars de Montigny Montigny-le-Bretonneux, Yvelines             | Woodchucks de Bois-Guillaume Bois-Guillaume, Seine-Maritime             |               |
| 2009 Détails | Marlins de Compiègne Compiègne, Oise                             | Woodchucks de Bois-Guillaume Bois-Guillaume, Seine-Maritime             |               |
| 2010 Détails | Panthères de Pessac Pessac, Gironde                              | Korvers de Dunkerque Dunkerque, Nord                                    |               |
| 2011 Détails | Chevaliers de Beaucaire Beaucaire, Gard                          | Korvers de Dunkerque Dunkerque, Nord                                    |               |
| 2012 Détails | French Cubs de Chartres Chartres, Eure-et-Loir                   | Korvers de Dunkerque Dunkerque, Nord                                    |               |
| 2013 Détails | Redwings de Rennes Rennes, Ille-et-Vilaine                       | Raiders d'Eysines Eysines, Gironde                                      |               |
| 2014 Détails | Raiders d'Eysines Eysines, Gironde                               | Réserve des Huskies de Rouen Rouen, Seine-Maritime                      |               |
| 2015 Détails | Réserve des Huskies de Rouen Rouen, Seine-Maritime               | Duffyducks de Saint-Just-Saint-Rambert Saint-Just-Saint-Rambert, Loire  |               |
| 2016 Détails | Réserve des Huskies de Rouen Rouen, Seine-Maritime               | Cometz de Metz Metz, Moselle                                            |               |
| 2017 Détails | Réserve des Huskies de Rouen Rouen, Seine-Maritime               | Réserve des Barracudas de Montpellier Montpellier, Hérault              |               |
| 2018 Détails |                                                                  |                                                                         |               |